# المتحف العمومي الوطني للآثار الإسلامية لمدينة تلمسان
المتحف العمومي الوطني للآثار الإسلامية لمدينة تلمسان  من أشهر المعالم لمدينة تلمسان

## تاريخ
في 06 ماي 1905 أفتتحت مدرسة  للتعليم الفرنسي الإسلامي على يد الحاكم الفرنسي العام بالجزائر “جونار” ودون هذا الحدث على اللوحين التذكاريين المكتوب أحدها بالعربية والثاني بالفرنسية وقد تداول على ترأس إدارتها المستشرق “ألفرد بال “خلال الفترة الممتدة مابين 1905 حتى 1936 بعده “فوندر هيدن” ثم “فليب مارسي” ثم “إيميل جانيار” هذا الأخير أدار المدرسة مابين 1945 و 1956 وكان آخر مدير فرنسي للمدرسة وهو تاريخ غلقها الرسمي والاستعاضة عليها بثانوية فرنسية عربية.
- 1962:بعد الاستقلال أصبحت البناية تابعة لمديرية التربية
- 1991: تحولت إلى متحف ومركز للوكالة الوطنية للآثار
- 2007 :أصبحت فرعا للديوان الوطني لتسيير واستغلال الممتلكات الثقافية المحمية .
- وبصدور المرسوم التنفيذي رقم 12-197 المؤرخ في 3 جمادى الثانية عام 1433 الموافق لـ 25أبريل 2012 المتضمن إنشاء المتحف العمومي الوطني للآثار الإسلامية لمدينة تلمسان تم هدم مقر مديرية التربية بتلمسان وبناء هذا الأخير وضم متحف تلمسان (المدرسة ) إلى عمارته

## وصلة خارجية
- المتحف العمومي الوطني للآثار الإسلامية لمدينة تلمسان

## أنظر أيضا
- متحف زبانة